# 13 Pfeile
13 Pfeile ist das siebte Studioalbum von Thomas Godoj. „Der Albumtitel 13 Pfeile ist Programm – 13 Songs treffen geradewegs ins Ziel und zeigen Haltung.“, schreibt er auf seiner Facebook-Seite. Es wurde am 25. Mai 2018 von seinem eigenen Musiklabel TOMZILLAMUSIK in Kooperation mit F.A.M.E Recordings veröffentlicht. Seit 2014 ist dies nun das dritte Album, das per Crowdfunding finanziert wurde.

## Entstehung
Wie schon 2014 und 2016 wurde auch für dieses Album die Finanzierung über die Crowdfunding-Plattform Startnext gesichert. Die Kampagne startete am 13. Januar 2018 und das Fundingziel lag wieder bei 55.000 €. Dieses Ziel musste auch im Rahmen dieser Kampagne in einem bestimmten Zeitraum erreicht werden, damit das Geld zur Auszahlung kommen konnte und es muss zweckgebunden eingesetzt werden. Am Ende der Finanzierungsphase, am 7. April 2018, waren über 200.000 € zusammengekommen, wieder mal noch mehr als beim vorangegangenen Album Mundwerk. Am 25. Mai 2018 wurde das Album im Rahmen eines Release-Konzertes zum Veröffentlichungstermin in der Rohrmeisterei Schwerte vorgestellt. Außerdem wurde während des Release-Konzertes eine Live-DVD gedreht, deren Veröffentlichung für Ende 2018 geplant war, jedoch nicht realisiert wurde. Stattdessen war ein Live-Mitschnitt als Download zu erwerben.

## Themen und Titelliste
1. | Nr. | Titel                                                                | Länge |
| --- | -------------------------------------------------------------------- | ----- |
| 1.  | Keine Option                                                         | 3:29  |
| 2.  | Licht                                                                | 3:07  |
| 3.  | Gladiatoren                                                          | 3:19  |
| 4.  | Galionsfigur                                                         | 2:59  |
| 5.  | Heimathafen                                                          | 3:28  |
| 6.  | Katharsis                                                            | 3:48  |
| 7.  | Keine Sieger                                                         | 3:14  |
| 8.  | Untot                                                                | 3:31  |
| 9.  | Labyrinth der Bytes                                                  | 3:38  |
| 10. | Gehen                                                                | 3:57  |
| 11. | Kopf unter kaltes Wasser                                             | 4:22  |
| 12. | Bester Tag                                                           | 3:36  |
| 13. | Auf die Freiheit                                                     | 4:08  |
| 14. | Keine Option (feat. Ruhrpott-Rebellen [Bonustrack 1])                | 3:29  |
| 15. | Auf die Freiheit (feat. René Lipps [Bonustrack 2])                   | 4:08  |
| 16. | Hallo Zeit (live aus Herrenberg \| Akustik-Trio [Bonustrack 3])      | 4:43  |
| 17. | Lebendig (live aus Herrenberg \| Akustik-Trio [Bonustrack 4])        | 3:26  |
| 18. | Liebe zur Sonne (live aus Herrenberg \| Akustik-Trio [Bonustrack 5]) | 3:40  |

Der erste Song des Albums Keine Option thematisiert den Rechtsruck in Politik und Gesellschaft. Er wendet sich mit der Aussage, „Braun ist und bleibt keine Option“, dagegen.
Galionsfigur kommt, wie er auf seiner Homepage schreibt, eckig und kantig daher und erzählt vom Ankommen, dass jemand noch den richtigen Weg finden und manchem Sturm trotzen muss und das Ziel nicht aus den Augen verlieren darf.
Der Song Auf die Freiheit ist ruhiger und wäre eine Hymne für alle, die sich nicht hinter Mauern zurückziehen wollten, sondern dafür kämpfen wollten, dass jeder Mensch das Recht habe, in Freiheit und Gerechtigkeit zu leben. Diese Aussage wird im Refrain sehr deutlich: „Ihr müsst wissen, Freiheit gibt es nicht, wenn sie nicht für jeden gilt.“ Dass ihm dieser Song sehr am Herzen liegt, zeigt er mit seinem Engagement für die zivile Seenotrettung RESQSHIP.
In den Songs Untot und Gladiatoren resümiert er seine Erfahrungen mit den Medien und der Musikindustrie.

## Musikvideo
Die erste Single Auf die Freiheit feierte am 21. Mai 2018 auf YouTube Premiere. Im Video, wofür Michael Seifert verantwortlich zeichnet, singt Thomas Godoj zusammen mit René Lipps. Für dieses Video durften Helmaufnahmen der Freiwilligen genutzt werden, die im Juni 2017 den Verein RESQSHIP gegründet hatten, um bei der Rettung Flüchtender im Mittelmeer zu helfen. Thomas Godoj sagt in seinem Kommentar zum Video: „Ihnen gilt mein größter Respekt und ich hoffe aber, dass ihr Einsatz bald nicht mehr nötig sein wird!..... Die Welt ist bunt nicht braun, jedes Leben zählt und Angst und Hass sollten nicht unser Denken regieren! Es lebe die Freiheit!“
Am 21. Juli 2018 wurde Keine Sieger als Lyric-Video ebenfalls auf YouTube veröffentlicht.
Am 30. August 2018 feierte Keine Option seine Premiere auf YouTube. Im Video, das auch von Michael Seifert produziert wurde, singen neben Thomas Godoj auch die Ruhrpott-Rebellen.
Am 3. Oktober 2018 wurde Untot als Lyric-Video auf YouTube veröffentlicht.

## Tour
Am 5. Oktober 2018 startete die gleichnamige Tour in Frankfurt am Main. Die ursprünglich für den 3. Oktober in Nürnberg und den 4. Oktober in München geplanten Konzerte wurden in den März 2019 verschoben. Auch auf dieser ihn durch zehn Städte führenden Tour wurde er von Sebastian Netz, Thomas Spindeldreher (beide Gitarre), Sebastian Heuckmann (E-Bass) und Olli OZ Schmitz (Schlagzeug) begleitet. Wie auch in den Jahren zuvor ist er dazwischen auch akustisch auf Tour. Im Interview sagt er, was ihm hierbei wichtig ist: „Wir sind da auch mit einem Fingerstyle-Gitarristen unterwegs, der mit seiner Gitarre zwei, drei Instrumente ersetzt. Dementsprechend muss man Songs auch erstmal auseinander flippen und anders arrangieren. Auch die Härte eines Songs muss unabhängig von der Tonart akustisch transportiert werden. Das ist natürlich auch der Anspruch, den wir haben und den wir versuchen, auf die Bühne zu bekommen.“

## Resonanz
Chris Strieder von darkstars.de vergibt 9 von 10 Punkten. Er ist der Meinung, dass es bis auf ein paar ruhigere, radiokompatible Nummern auf der Platte an allen Ecken und Enden krachte. Fans von alten Wirtz-Songs wären begeistert, denn an Heaviness überträfe Thomas Godoj diesen auf dieser glasklar produzierten CD noch. Auch seine Band wüsste zu gefallen und die spitzenmäßige Gitarrenarbeit von René Lipps und Hannes Kelch verstünde es, Akzente zu setzen.
Die Rezension von laut.de läuft unter der Überschrift „Satter Brückenschlag zwischen Disturbed und Wirtz“. Kai Butterweck schreibt: „Weitestgehend abseits gängiger Verschnörkelungsexzesse bringt der Sänger seine Gedanken klar und ungefiltert auf den Punkt. Es geht um künstlerische („Gladiatoren“) und globale Freiheit („Auf Die Freiheit“), um den ewigen Kampf im und ums Rampenlicht („Untot“) und die klare Positionierung gegen rechte Gewalt („Keine Option“). Da hört man dem Frontmann aus Recklinghausen gerne zu.“
Jens van Helbing von handwritten-mag.de resümiert: „‚13 Pfeile‘ ist inhaltlich ungemütlich und alles andere als Schmuse-Rock! Musikalisch ist das Ganze grob, rau und mächtig energiegeladen… wer Godoj bisher eher sanftmütig kannte, der erlebt hier eine ganz neue Seite – derbe, kernig und mit der richtigen Intensität zur richtigen Zeit.“